# The Show Must Go Off
The Show Must Go Off è stato un programma di intrattenimento in onda dal 21 gennaio al 28 aprile 2012 su LA7. Il programma era condotto da Serena Dandini con la collaborazione di Dario Vergassola e andava in onda il sabato dalle 21.30 alle 00.00. La domenica veniva trasmesso in replica alle 14.50 su LA7d. È trasmesso da Gli Studios in via Tiburtina 521 a Roma. Il programma riprende il format del programma Parla con me trasmesso su Rai 3 dal 2004 al 2011.
A causa dell'affondamento della nave da crociera Costa Concordia, avvenuta il 13 gennaio 2012, il direttore di LA7 Paolo Ruffini, in accordo con la stessa Dandini, decisero di far slittare la prima puntata del programma, e la sua anteprima, al 21 gennaio 2012, lasciando spazio ad uno speciale del TG LA7 dedicato all'incidente marittimo.

## Il titolo
Il titolo del programma faceva riferimento alla canzone dei Queen The Show Must Go On, utilizzata anche come sigla del programma.
Il logotitolo del programma è stato disegnato da Federico Mauro, all'epoca Art Director di Fandango. 

## Cast del programma
Nel cast dello show, oltre a Vergassola, vi erano:
- Elio e le Storie Tese (House Band)
- Mattia Torre (autore della serie di corti 4-5-6 (o La fiction al tempo della crisi), interpretati da Massimo De Lorenzo, Carlo Luca De Ruggieri, Cristina Pellegrino e Franco Ravera)
- Neri Marcorè (Pier Ferdinando Casini, Maurizio Gasparri, Elio)
- Max Paiella (Follower, viaggio nel mondo di Twitter con Diego Bianchi e Max Paiella, Gianni Alemanno, Fabrizio Cicchitto, Alessandro Baricco, Gigi D'Alessio, Roberto Formigoni)
- Diego Bianchi (Follower, viaggio nel mondo di Twitter con Diego Bianchi e Max Paiella, Tolleranza Zoro)
- Paola Minaccioni (Katinka, Seta Ultra in Canta Bimbo, Cosa38KissKiss)
- Luca Di Giovanni (L'attore arrabbiato)
- Federica Cifola (Cristina Laura Biagiotti in Canta Bimbo, Annamaria Cancellieri)
- Lillo & Greg (L'uomo che non capiva troppo, Lillo coreografo, Lo sketch del sabato sera)
- Ascanio Celestini (Monologhista)
- I Serissimi (Spot per il Governo Monti)
- Germana Pasquero (Elsa Fornero)
- Francesca Reggiani (Federica Sciarelli)
- Drusilla Foer (La posta di Drusilla)
- Andrea Rivera (Interviste doppie)
- Modulo Project (Corpo di ballo)

## Ascolti
| n° | Data             | Ospiti | Telespettatori | Share |
| -- | ---------------- | --- | -------------- | ----- |
| 1  | 21 gennaio 2012  | Fiorello e Marco Baldini (videomessaggio), Tiziano Ferro e Andrea Camilleri | 1.321.000      | 5,70% |
| 2  | 28 gennaio 2012  | Stefano Accorsi, Zucchero, Niccolò Fabi, Max Gazzè e Daniele Silvestri | 941.000        | 4,06% |
| 3  | 4 febbraio 2012  | Giorgia, Silvio Orlando e Giampaolo Morelli | 860.000        | 3,39% |
| 4  | 11 febbraio 2012 | Annie Lennox e Caparezza | 932.000        | 3,61% |
| 5  | 25 febbraio 2012 | Elisa, Beppe Fiorello e Emma Bonino | 649.000        | 2,69% |
| 6  | 3 marzo 2012     | Michele Riondino, Corrado Augias e l'Orchestraccia (gruppo musicale-demenziale composto da Luca Angeletti, Roberto Angelini, Diego Bianchi, Marco Conidi, Edoardo Leo e Edoardo Pesce) | 787.000        | 3,43% |
| 7  | 10 marzo 2012    | Vinicio Marchioni, Frankie hi-nrg mc, Piero Angela e Danilo Rea | 451.000        | 1,99% |
| 8  | 17 marzo 2012    | Danny DeVito, i Negramaro, Susanna Camusso e Edoardo Nesi | 541.000        | 2.44% |
| 9  | 24 marzo 2012    | Giorgio Tirabassi e Jean-Paul Fitoussi | 588.000        | 2.67% |
| 10 | 31 marzo 2012    | Enrico Brignano e Micaela Ramazzotti | 773.000        | 3.32% |
| 11 | 7 aprile 2012    | Valerio Aprea e don Andrea Gallo | 700.000        | 3.19% |
| 12 | 14 aprile 2012   | Laura Morante e Piercamillo Davigo | 778.000        | 3.41% |
| 13 | 21 aprile 2012   | Ilaria D'Amico, Elio Germano, Paolo Calabresi, Alessandro Roja e Davide Iacopini | 430.000        | 2.70% |
| 14 | 28 aprile 2012   | Niccolò Ammaniti | 627.000        | 2.94% |